# فرانک مک‌کورت
فرانک مک‌کورت (به انگلیسی: Frank McCourt) (۱۹ اوت ۱۹۳۰ – ۱۹ ژوئیه ۲۰۰۹) معلم و نویسنده مشهور ایرلندی‌تبار آمریکایی و برنده جایزه ادبی پولیتزر بود.
آثار مک‌کورت در ادبیات داستانی، هم‌چون نماد عینی رنج‌های انسان‌های مهاجر در سراسر جهان شناخته شده‌است.
خاکسترهای آنجلا (به انگلیسی: Angela’s Ashes)، نام معروف‌ترین رمان فرانک مک‌کورت بود.
این کتاب را گلی امامی به زبان فارسی برگرداننده است.
این کتاب در سال ۱۹۹۹ میلادی، به وسیله آلن پارکر، سینماگر انگلیسی مورد اقتباس قرار گرفت.